# معركة الدردنيل (1656)
معركة الدردنيل (بالإنجليزية: Battle of the Dardanelled) هي معركة بحرية بين أسطول من الدولة العثمانية وأسطول من جمهورية البندقية من جانب آخر، وكانت إحدى فصول الحرب العثمانية البندقية الخامسة التي امتدت ما بين عام 1645 واستمرت حتى عام 1669، ووقعت أحداث المعركة يومي 26 يونيو و27 يونيو 1656 قرب مضيق الدردنيل، وكانت المعركة انتصار واضح لجمهورية البندقية على الدولة العثمانية وذلك رغم مقتل قائد اسطول البنادقة بأول أيام المعركة.

## الخلفية
منذ عام 1645 كانت البندقية والدولة العثمانية في حالة حرب على ملكية جزيرة كريت والتي كان العثمانيون قد استولوا على معظمها في السنوات الأولى للحرب ولكن لم تتمكن من الاستيلاء على عاصمتها كانديا المحصنة بشدة لذا سعى البنادقة إلى قطع الإمدادات عن الجيش العثماني بالجزيرة عبر فرض حصار على مضيق الدردنيل.

## بعد المعركة
كانت المعركة واحدة من أكبر الهزائم في تاريخ البحرية العثمانية والتي عانت منها الدولة العثمانية وتمكن البنادقة بعد المعركة وفي وقت لاحق من احتلال الجزر العثمانية ذات الأهمية الإستراتيجية وهما جزيرة تينيدوس وجزيرة يمنوس، وبالتالي نجح الأسطول البحري للبندقية في إقامة حصار شديد على الدردنيل، نتيجة لذلك تم إيقاف تزويد جزيرة كريت بالمؤن فعليا، كما عانت العاصمة العثمانية نفسها من نقص بالغذاء خلال فصل الشتاء التالي للمعركة، ومع ذلك تم كسر الحصار لاحقا في معركة أخرى استمرت ثلاثة أيام في يوليو 1657.